# 여수야화
여수야화(麗水夜話)는 김초향이 작사를 하고 이봉룡이 작곡을 하여 남인수가 부른 대한민국의 대중가요로서, 이 가요는 1948년년 10월 19일 전라남도 순천지역에 주둔 중이던 좌익계 군 장교들이 '제주 4·3사건' 진압 명령에 불복종해 반란을 일으킨 '여순사건을 내용으로 다루어 이승만 정부에 의하여 1949년 9월 1일에 사회적 통념에 반한다는 이유로 대한민국 최초의 금지곡으로 지정되었다.
이승만 정부는 여수야화가 가사가 불순할 뿐만 아니라 나아가서는 민심에 악영향을 초래할 우려가 있다는 이유로 음반판매와 공연을 금지시켰고, 이후 악보출판과 방송 등도 금지되었을 뿐만 아니라 1960년대 이후 금지곡을 지정 관리했던 정부기관인 공연윤리위원회와 방송윤리위원회의 금지곡 목록에도 등장하지 않는다.